# Coupe du monde de saut d'obstacles 1984-1985
Navigation
Édition précédente Édition suivante
La coupe du monde de saut d'obstacles 1984-1985 est la 7e édition de la coupe du monde de saut d'obstacles organisée par la FEI. La finale se déroule à Berlin-Ouest (Allemagne de l'Ouest), en avril 1985.

## Classement après la finale
| Pos. | Cavalier       | Nationalité | Cheval    |
| ---- | -------------- | ----------- | --------- |
| 1    | Conrad Homfeld | États-Unis  | Abdullah  |
| 2    | Nick Skelton   | Royaume-Uni | Everest   |
| 3    | Pierre Durand  | France      | Jappeloup |